# (2573) Hannu Olavi
(2573) Hannu Olavi es un asteroide perteneciente al cinturón de asteroides descubierto el 10 de marzo de 1953 por Heikki A. Alikoski desde el observatorio de Iso-Heikkilä en Turku, Finlandia.
Está nombrado en honor del hijo del descubridor.